# Litvínovice
Litvínovice là một làng thuộc huyện České Budějovice, vùng Jihočeský, Cộng hòa Séc.